# Kromy
Kromy (in russo: Кромы) è insediamento di tipo urbano russa posta sotto il distretto amministrativo dell'Oblast' di Orël.
Centro culturale di un certo rilievo, è nota anche perché la foresta nei suoi dintorni è stata l'ambientazione della parte finale dell'opera lirica Boris Godunov di Modest Petrovič Musorgskij.

## Geografia fisica

### Clima
La insediamento di Kromy ha un clima continentale freddo.

## Società

### Evoluzione demografica
- 1897: 5.586
- 1939: 2.190
- 1959: 3.167
- 1970: 4.831
- 1979: 5.834
- 1989: 7.082
- 2002: 7.194
- 2010: 6.733
- 2019: 6.633